# لوياثان

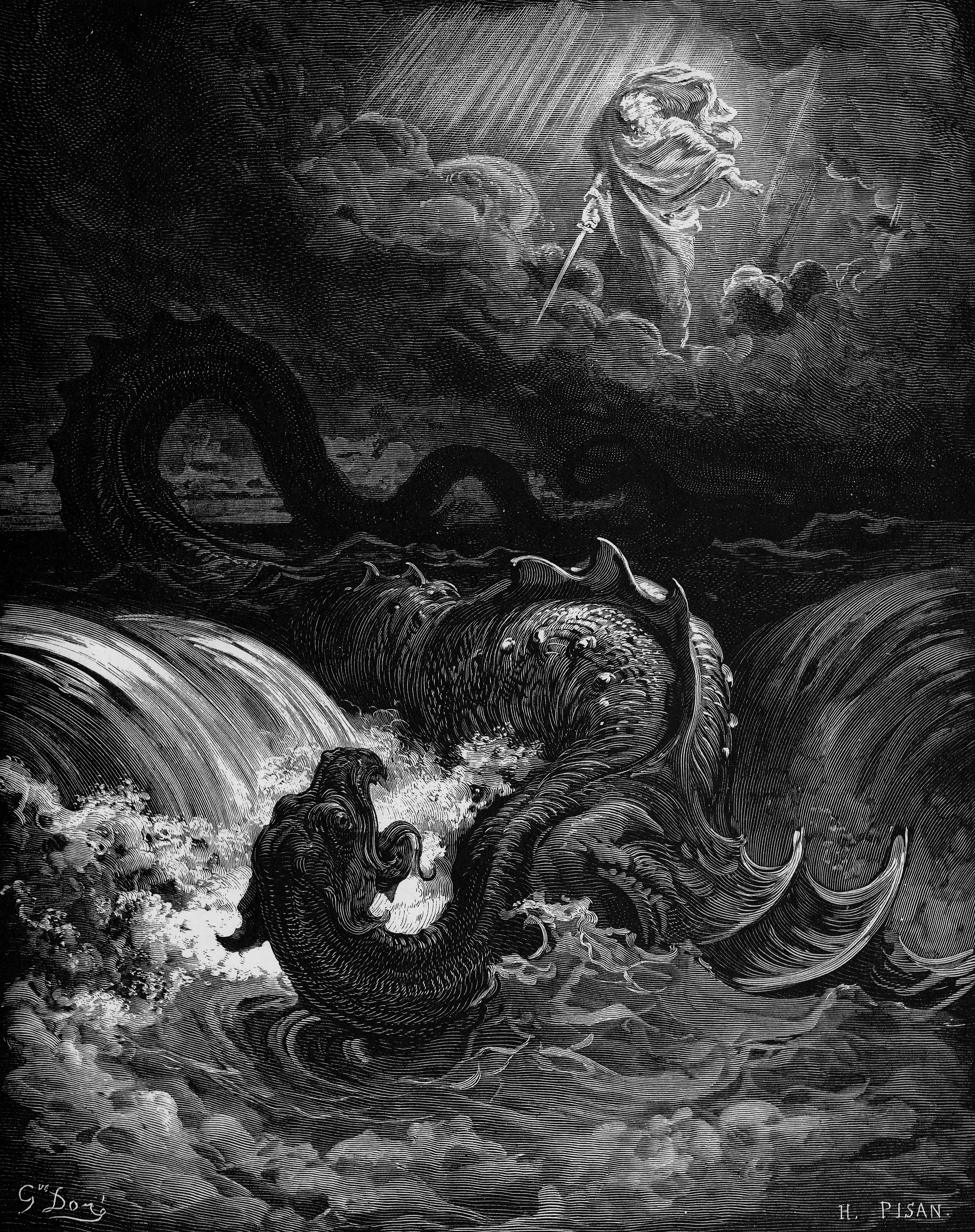
دمار اللوياثان، تصور غوستاف دوري، 1865

اللوياثان أو اللَوْيان أو لوياتان، ليفياتان (بالعبرية: לִוְיָתָן بمعنى ملتوٍ أو منحن) وحش بحري توراتي أشير إليه في العهد القديم (المزامير، أيوب، أشعياء).
أصبحت كلمة لوياثان مرادفاً لأي وحش بحري هائل، ففي رواية موبي ديك، يشير اللوياثان إلى الحيتان الهائلة، فيما أصبحت الكلمة في العبرية الحديثة تعني الحوت ببساطة.

## في اليهودية
وردت كلمة لوياثان في الكتاب المقدس في خمسة مواضع، وأشير إليه باعتباره التنين في الأصحاح الثالث من سفر أيوب:
1. إشعياء 27: 1
2. المزامير 74: 13
3. المزامير 104: 25، 26
4. سفر أيوب 41: 1-34

ذُكرت كلمة لوياثان أيضاً في تعليق راشي على سفر التكوين. جسترو يترجم كلمة تانيميم إلى "وحش بحري، تمساح، أو أفعى كبيرة." ويعلق راشي: "طبقاً للأساطير، فإن هذا يشير إلى اللوياثان ومادته. خلق الرب لوياثانين ذكراً وأنثى، ثم قتل الأنثى مبرراً ذلك بأن تناسل اللوياثان سيدمر العالم.
تظهر المراجع التوراتية للوياثان وكأنها قد تطورت من أساطير بعل الكنعاني التي تضمنت مواجهة بين بعل ووحش بحري سباعي الرؤوس اسمه لوتان. ولوتان هي الهجاء الأوغاريتي للكلمة العبرية لوياثان. تمثل المراجع التوراتية أيضاً قصة الخلق البابلية إينوما إليش حيث يذبح إله العواصف مردوك أمه تيامات وحش البحر وربة الفوضى والخلق ويخلق السماء والأرض من نصفي جثتها.

## في المسيحية

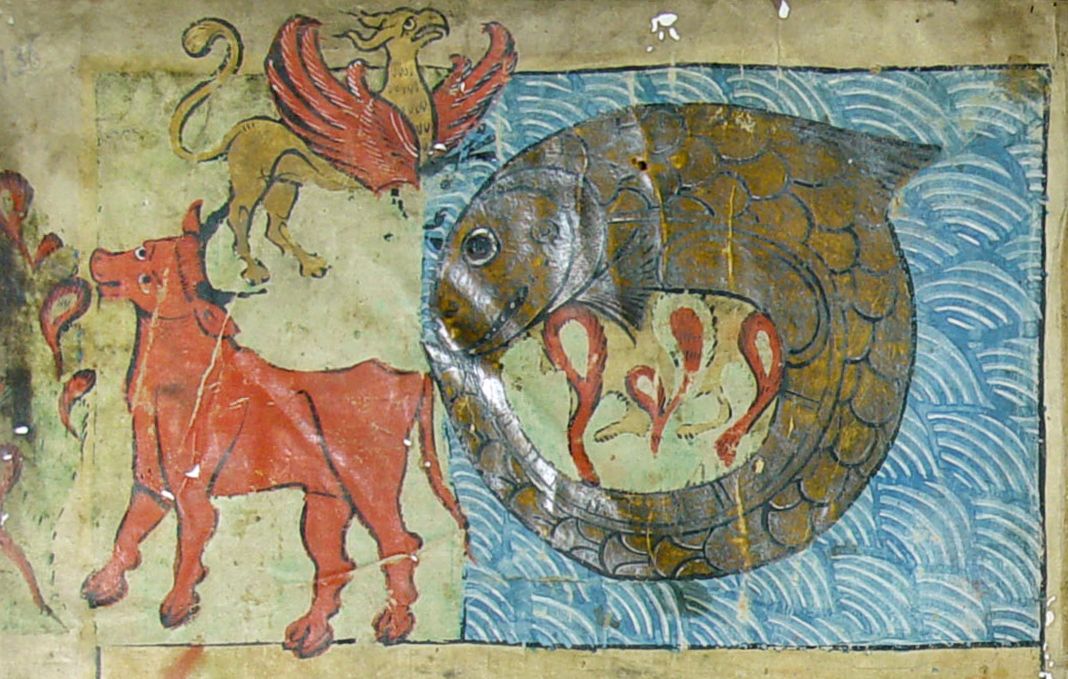
اللوياثان مع بهيموث وزيز

يعتبر التمثيل المسيحي للوياثان أنه شيطان أو وحش طبيعي مرتبط بالشيطان، ويميل البعض إلى كونه هو الوحش رَهَب المذكور في سفر إشعياء.
يعتبر بعض دارسي الكتاب المقدس اللوياثان كممثل لقوى الفوضى التي سبقت الخلق. مستشهدين بما جاء في سفر التكوين من أن الأرض كانت خالية إلا من الماء، وما جاء في المزامير بخصوص اللوياثان.
تقترح بعض التفسيرات أن اللوياثان هو رمز للبشر في مواجهة الرب، مدعين أن اللوياثان مع الوحوش التي ذكرت في سفري دانيال والرؤيا ينبغي أن تفسر على نحو مجازي. ويظهر استخدام كلمة لوياثان في أسفار العهد القديم على أنه إشارة إلى وحش سامي ذُكر في الأدب الأوغاريتي. ووفقاً للأسطورة الكنانية فإن اللوياثان عدو نظام الخلق، وذبحه الإله الكنعاني بعل. كلمة لوياثان لليهود القدامى أصبحت مرادفاً لما يحارب مملكة الرب، ويتضمن هذا على وجه الخصوص الدول التي تحارب إسرائيل.
يظهر لوياثان أيضاً في كتاب إينوخ المشكوك في صحته، حيث يصف اللوياثان ويعرفه على أنه أنثى بحرية مقابل بهيموث الذكر الصحراوي.
وفقاً للقديس توما الأكويني، فإن اللوياثان هو شيطان اللحسد، والشيطان الذي يُعاقب أولاً من بين الخاطئين.

## اللوياثان حيوانًا

بهيموث

في سفر أيوب، وُضع بهيموث ولوياثان معاً مع عدد آخر من الحيوانات الدنيوية، كالماعز، والنسور والصقور، الأمر الذي قاد العديد من الدارسين المسيحيين إلى الافتراض بأن بهيموث ولوياثان يمكن أن يكونا أيضاً مخلوقين أرضيين، والحيوان الذي يُفترض على نطاق واسع أنه اللوياثان هو التمساح النيلي.
مثل اللوياثان، فإن التمساح النيلي مائي، محرشف، ويملك أسناناً شرسة مُمَزِقة. ينص سفر أيوب على أن عيني اللوياثان «كهدب الصبح». ما جعل البعض يقارن هذا المقطع بعيني التمساح اللتين تظهران خارج الماء قبل بقية رأسه، متضمنين صورة شروق الشمس في الأفق. تعترض صعوبات هذه الصورة حيث أن اللوياثان يوصف في سفر أيوب بأنه ينفث اللهب كالتنين، بالإضافة إلى أن شكل التمساح لا يماثل الأوصاف التوراتية الأخرى للوياثان.
يقترح آخرون أن اللوياثان صورة مبالغ فيها لحوت، وتواجه هذه الفكرة بعض الصعوبات، حيث أن الشعب اليهودي في الشرق الأدنى لم يواجه حيتاناً على الأرجح في منطقته الدافئة.
تعتقد نظريات آخرى تعتمد على علم تشفير الحيوان وعلم الخلق أن اللوياثان كان زاحفاً مائياً مثل بليسيسوروس، أو عضواً في عائلة هاردوسور، خصوصاً طائفة باراسورولوفوس.

## في الغنوصية
اتهم أب الكنيسة أوريجانوس طائفة الغنوصية بتبجيل الأفعى التوراتية في جنة عدن. ومن هنا سماهم «الأوفيتيون»، تيمنًا بالأفعى المفترض أنهم يعبدونها. في نظام الاعتقاد هذا، يظهر اللوياثان باعتباره أوروبوروس يفصل العالم الإلهي عن الإنسانية عن طريق التغلب على العالم المادي، أو الانتشار خلاله. نحن لا نعرف ما إذا كان الأوفيتيون قد ربطوا بالفعل ثعبان جنة عدن مع اللوياثان أم لا. ومع ذلك، نظرًا إلى أن اللوياثان يظهر بشكل سلبي أساسًا في الكوزمولوجيا الغنوصية، إن ربطوه بثعبان سفر التكوين، فربما اعتُبر شريرًا بالفعل، ولكن نصيحته كانت خيّرة. علاوة على ذلك، وفقًا لهذه الفئة الغنوصية، يجب على الروح بعد الموت أن تمر في السماوات السبع للآرشون. إذا لم تنجح الروح، فسوف يبتلعها آرشون على شكل تنين، والذي يأسر العالم ويعيد الروح في صورة جسد حيواني؛ وهو تصوير يشبه اللوياثان المذكور سابقًا. في المندائية، يُعتبر اللوياثان متعاونًا مع شيطان يُسمى أور. في المانوية، الديانة القديمة المتأثرة بالأفكار الغنوصية، قُتل اللوياثان على يد أبناء الملاك الساقط ساميارس. لا يُصوَّر هذا الفعل على أنه بطولي، بل على أنه حماقة، ترميزًا إلى كونِ أعظم الانتصارات زائلةً، إذ يُقتل كلاهما على يد رؤساء الملائكة بعد التباهي بفوزهما. يعكس هذا النقدَ المانوي للسلطة الملكية ودفاعَها عن الزهد.

## الاستعمال المعاصر
أصبحت كلمة لوياثان تشير إلى أي وحش بحري، وباتت تُستخدم منذ أوائل القرن السابع عشر أيضًا للإشارة إلى الأشياء أو الأشخاص ذوي القوة الساحقة (يمكن مقارنتها بلفظي البهيموث أو الطاغوت)، وأثرت أيضًا في كتاب هوبز (1651).
باعتبارها مصطلحًا لوحش البحر، استُخدمت كلمة اللوياثان أيضًا للإشارة إلى الحيتان الكبيرة على وجه الخصوص، كما في رواية موبي ديك لهيرمان ميلفيل. حاليًا، تعني الكلمة في اللغة العبرية الحديثة «الحوت» ببساطة.